# درلسدورف
درلسدورف (به آلمانی: Drelsdorf) یک شهر در آلمان است که در نوردفرایسلند واقع شده‌است. درلسدورف ۱٬۲۸۶ نفر جمعیت دارد.